# Ruino
Ruino (Arvén in dialetto oltrepadano) è un municipio del comune di Colli Verdi, nella provincia di Pavia, in Lombardia.
Fino al 31 dicembre 2018 ha costituito un comune sparso autonomo, che al momento del suo scioglimento contava 700 abitanti. Il comune confinava con i comuni di Alta Val Tidone (PC), Borgoratto Mormorolo, Canevino, Fortunago, Montalto Pavese, Rocca de' Giorgi, Val di Nizza, Valverde e Zavattarello.
La sede municipale è situata nella località di Pometo, già capoluogo dell'estinto comune di Ruino.
Si trova nell'alta collina dell'Oltrepò Pavese, sul lato sinistro della valle del Tidone, nel nodo idrografico da cui si dipartono le principali dorsali collinari dell'Oltrepò. Nel territorio si trova il passo del Carmine, che mette in comunicazione le valli Coppa e Scuropasso con la Val Tidone.

## Storia
Verso l'XI secolo venne incluso nel territorio dell'alta val Tidone soggetto al vescovo di Bobbio.
Nel 1164 fu tra i centri dell'Oltrepò assegnati con diploma imperiale al dominio della città di Pavia; nonostante le successive conferme, forse Pavia non riuscì a consolidare il dominio su Ruino, che in effetti in seguito seguì le sorti di Zavattarello, capoluogo della valle, nelle infeudazioni da parte del vescovo di Bobbio ai Landi (1269), e ai Dal Verme conti di Bobbio e Voghera, signori di Borgonovo Val Tidone, Pianello Val Tidone, Castel San Giovanni, della val Tidone e altri feudi, che dal 1372 ne ebbero ininterrottamente la signoria fino all'abolizione del feudalesimo (1797). Non faceva parte dell'Oltrepò Pavese propriamente detto, ma della giurisdizione dei feudi vermeschi, aggregati al Principato di Pavia.
Torre degli Alberi, già Torre d'Albera, faceva parte originariamente del feudo di Fortunago; quando i Dal Verme, feudatari anche di Fortunago, ne furono estromessi, poterono tenere Torre d'Albera, che cominciò così a orbitare sul feudo di Zavattarello e Ruino, pur restando un comune e feudo camerale dell'Oltrepò propriamente detto, non compreso nella giurisdizione dei feudi vermeschi. Nel 1817 fu aggregato al comune di Ruino.
Unito con il Bobbiese al Regno di Sardegna nel 1743, in base al Trattato di Worms, entrò a far parte poi della Provincia di Bobbio. Nel 1801 il territorio è annesso alla Francia napoleonica fino al 1814. Nel 1848 come parte della provincia di Bobbio passò dalla Liguria al Piemonte, nel 1859 entrò a far parte nel circondario di Bobbio della provincia di Pavia e quindi della Lombardia, nel 1923, smembrato il circondario di Bobbio, passò alla provincia di Piacenza e quindi all'Emilia-Romagna.
Questa divisione comportò numerose proteste degli abitanti dei centri dell'alta valle, desiderosi di rimanere sotto la giurisdizione pavese. Le proteste culminarono nella cosiddetta marcia su Bobbio e nell'indizione di alcuni referendum che, tenutisi il 27 febbraio 1925, videro la vittoria della fazione che chiedeva il ritorno in provincia di Pavia. Nel 1926 i comuni di Romagnese, Ruino e Zavattarello vennero annessi alla provincia di Pavia e alla Lombardia.

Territorio dell'ex comune di Ruino nella provincia di Pavia

Nel 1936 il comune di Ruino e quello di Canevino furono fusi nel nuovo comune di Pometo, dal nome della località scelta come nuovo capoluogo. Nel 1937 le frazioni di Moncasacco, Mostarine e Casanova, del soppresso comune di Caminata, furono unite a Pometo. Nel 1938 il soppresso comune di Montù Berchielli fu spartito tra Montalto Pavese (cui andarono il capoluogo Cà del Fosso e la sede parrocchiale Villa Illibardi), Pometo (cui andò la località che dava il nome al comune e Montù Berchielli, con l'antico castello), e Rocca de' Giorgi). Montù Berchielli aveva sempre seguito le sorti di Montalto.
Nel 1947 il comune di Pometo fu abolito e si riformarono i comuni di Canevino e Ruino. Tuttavia a Ruino restò il territorio di Montù Berchielli, e la sede comunale rimase a Pometo. Nel 1950 le frazioni di Moncasacco, Mostarine e Casanova furono restituite al ricostituito comune di Caminata, ora in provincia di Piacenza.
Nel 2018 è stata decisa tramite referendum la fusione, a decorrere dal primo gennaio 2019, con i comuni di Canevino e Valverde per dare vita al nuovo comune di Colli Verdi, nel quale la località di Pometo ha mantenuto il ruolo di capoluogo.

### Simboli
Lo stemma e il gonfalone del comune di Ruino erano stati concessi con decreto del presidente della Repubblica del 17 novembre 1992.
Il gonfalone era costituito da un drappo di rosso.

## Monumenti e luoghi d'interesse
- Chiesa parrocchiale di San Pietro a Ruino, eretta nel 1612 venne riconsacrata nel 1790, e dipende con il titolo di prevostura dal vicariato di Bobbio, Alta Val Trebbia, Aveto e Oltre Penice della Diocesi di Piacenza-Bobbio.[12]

Dalla Chiesa di Ruino dipendono:
- Santuario di Nostra Signora della Mercede di Montelungo[13]
- Oratorio di San Felice da Cantalice al Carmine
- Oratorio della Medaglia Miracolosa a Canavera
- Chiesa parrocchiale di Sant'Antonio Abate e di Nostra Signora di Fatima a Pometo, parrocchia eretta nel 1949 e sorta dopo lo smembramento da Ruino, dipende anch'essa dalla Diocesi di Piacenza-Bobbio[14]

## Società

### Evoluzione demografica
Abitanti censiti

## Amministrazione

### Altre informazioni amministrative
Il comune di Ruino era incluso nella fascia collinare della Comunità montana Oltrepò Pavese.